# Puerto deportivo de Lequeitio

Bandera marítima de la provincia marítima de Bilbao, a la que pertenece.

El puerto deportivo de Lequeitio se sitúa en el municipio de Lequeitio, en la provincia de Vizcaya (España). Cuenta con 210 puestos de atraque para esloras menores de 6 m, 40 puestos para esloras entre 6-7 m, 27 puestos entre 7-9 m y 4  puestos de atraque mayores de 9 m.

## Instalaciones
- Agua 22000 m²
- Zona Portuaria en Tierra 11384 m²
- Total 33384 m²

## Servicios
- Rampa
- Grúas 1, de 6 Tn
- Tomas de Agua
- Tomas de Electricidad
- Tomas de Combustible
- Servicios Relacionados con la Pesca: Fábrica de Hielo. Lonja de Venta de Pescado. Báscula
- Astilleros
- Talleres de reparaciones y carpintería de ribera
- Helipuerto